# (3084) Kondratyuk
(3084) Kondratyuk ist ein Asteroid des Hauptgürtels, der am 19. August 1977 vom russischen Astronomen Nikolai Stepanowitsch Tschernych am Krim-Observatorium in Nautschnyj (IAU-Code 095) entdeckt wurde.
Der Asteroid wurde nach dem sowjetischen Ingenieur und Raumfahrttheoretiker Juri Wassiljewitsch Kondratjuk (1897–1942) benannt.